# Seven Mile Bridge

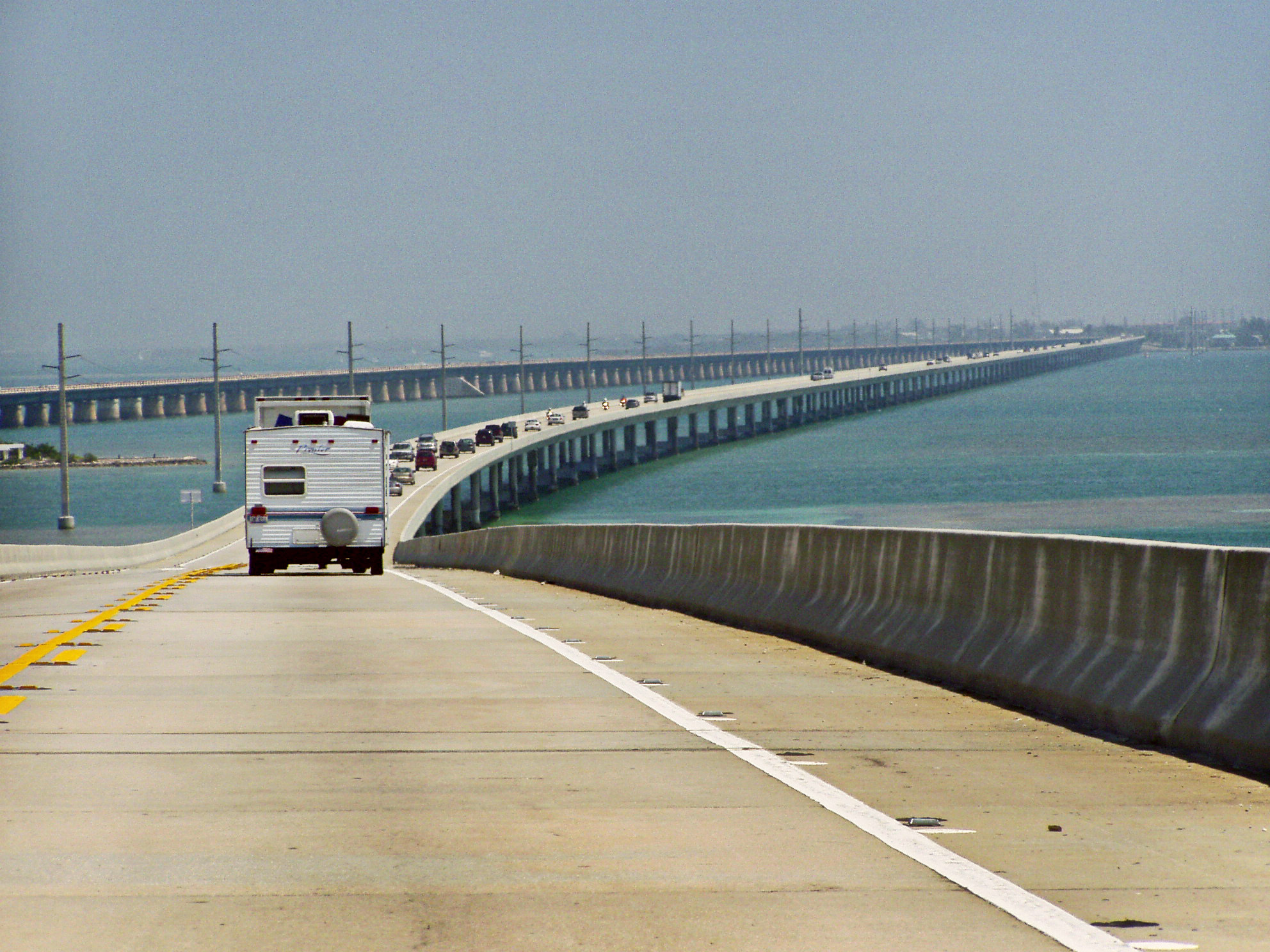
Seven Mile Bridge

De Seven Mile Bridge is een brug in de Florida Keys, de eilandengroep ten zuidwesten van Florida. De brug is een verbinding over een kanaal dat de Golf van Mexico met de Straat Florida verbindt, tussen het eiland Key Vaca (de locatie van de plaats Marathon) en het eiland Little Duck Key. Het is een van de vele bruggen van de US 1 in de Keys, waar de weg de naam Overseas Highway draagt.
De huidige brug op deze locatie werd van 1979 tot 1982 gebouwd. De totale lengte van de brug is 10,88 km, dus bijna zeven mijl, met een grootste overspanning van 41,1 meter.
De brug heeft veel filmmakers geïnspireerd om er een scène op te nemen. Zo is de brug te zien in True Lies, 2 Fast 2 Furious, Licence to Kill en Up Close & Personal.